# محمد السياري
محمد السياري، ( 31 يناير 1957، باجة)، ممثل ومخرج مسرحي تونسي، برز في العديد من الأفلام، المسلسلات والأعمال الدرامية  والمسرحية. تميز السياري بصوته الفريد، فكان محط انظار الإذاعات، في الومضات الاشهارية كمعلق. يذيع منذ 2017 برنامج «نهج التريبينال» على راديو إي أف أم.

## أعماله

### أفلام
- 1989 : لاباربار (البربري) لميريل دراك.
- 1992 : سلطان المدينة لالمنصف ذويب.
- 2008 : باب السماح لفرانشيسكو سبيرانديو.
- 2011 :
  - أور نوار (الذهب الأسود) لجان جاك أنود.
  - قاع البير (فيلم قصير) لمعز بن حسن.
  - نسمة لهوميدا الباهي.
- 2013 : أواخر ربيع (فيلم قصير) لزاكاري كيرشبرغ.
- 2019 : بورتو فارينا لإبراهيم اللطيف بدور المنجي.
- 2022 : جزيرة الغفران لرضا الباهي بدور إبراهيم.

### مسلسلات
- 1974 : أفارز.
- 1982 : الجذع الهندي الجديد لكريستيان جاك بدور كريم.
- 1983 : الدبلوماسية السرية لدينيس دي لا باتيليير.
- 1983 : الليلة التونسية.
- 1996 : غادة لمحمد الحاج سليمان بدور أخ أمينة.
- 1997 : المتحدي للمنصف الكاتب بدور الأسعد.
- 2008 : بيت صدام لجيم أوهانلون وأليكس هولمز.
- 2011 : ظل القدر (فيلم إيطالي) لبيار بيلوني.
- 2012 :
  - لأجل عيون كاترين لحمادي عرافة ورفيقة بوجدي بدور رشيد العوام.
  - فاكهة قرطاج ( فيلم وثائقي تلفزيوني) لمديح بالعيد.
  - نجوم الليل (الموسم الرابع) لمديح بالعيد بدور إبراهيم.
- 2014 : مكتوب (الموسم الرابع) للسامي الفهري بدور قيس بن أحمد.
- 2015 : الريسك لنصر الدين السهيلي ومحمد علي دمق.
- 2015 : أولاد مفيدة للسامي الفهري بدور الناصر.
- 2017 : المنارة لعاطف بن حسين (مشاركة خاصة).
- 2018 : علي شورب (الموسم الأول) لربيع التكالي بدور الراوي، وكيل الجمهورية.
- 2019 :
  - قسمة وخيان لسامي الفهري.
  - مشاعر لمحمد چوك بدور سي كمال.
- 2021 : المليونير لمحمد چوك بدور شاهين.
- 2022 : براءة لمراد بن الشيخ وسامي الفهري بدور صالح الجوادي.
- 2023 : الجبل الأحمر لربيع التكالي بدور عبد الملك صدام.
- 2024 : فلوجة (الموسم الثاني) لسوسن الجمني بدور محمد.

### المسرح
- 1966 : مراد الثالث، تأليف حبيب بولعراس والإخراج المسرحي لمحمد إدريس.
- 2013 : هاملت.
- 2015 : ظلموني حبايبي لعبد العزيز المحرزي
- إعرف بلدك، نص رياض المرزوقي.
- قاضي القضاة.
- إبراهيم الثاني
- زهرة ذهبية، تأليف علي الدب.
- مرا في حمام الرجال لليلى الشابي.
- الليل زاهي لفرحات الجديد.